# Torres Ušće
As Torres Ušće (em sérvio:  Пословни центар Ушће / Poslovni centar Ušće) são dois arranha-céus de uso misto de 25 andares localizados em Mihajlo Pupin Boulevard, no município de Nova Belgrado, em Belgrado, Sérvia. A primeira torre, com 98 metros de altura, foi o edifício mais alto da Sérvia e Belgrado durante 15 anos até 1979 e a construção da Torre Genex, e a segunda estrutura independente mais alta, depois da Torre Avala. Foi o edifício mais alto dos Balcãs entre 1964 e 1979. A construção da segunda torre, projetada como gêmea da primeira, teve início em 2018 e foi inaugurada em junho de 2020.
Construído em 1964, o primeiro edifício de vidro da Torre Ušće tem vista para a confluência (ušće em servo-croata) dos rios Danúbio e Sava do lado de Nova Belgrado. Foi originalmente usada como sede do Comitê Central da Liga dos Comunistas da Iugoslávia, que se desfez em 1990.
Ušće foi frequentemente arrendado a interesses comerciais até 21 de abril de 1999, quando foi severamente danificado por sucessivos ataques aéreos da OTAN como parte do bombardeio da OTAN em 1999 na Iugoslávia. A partir de 2003, a torre foi reconstruída, incluindo um aumento de 2 andares (103,9m no total)  de altura, com a adição de uma antena de 26m, que em termos arquitetônicos estritos não conta como altura estrutural, porém, em altura estrutural seria na verdade de 103,9 m. A torre reconstruída está agora a ser alugada a inquilinos.

## História

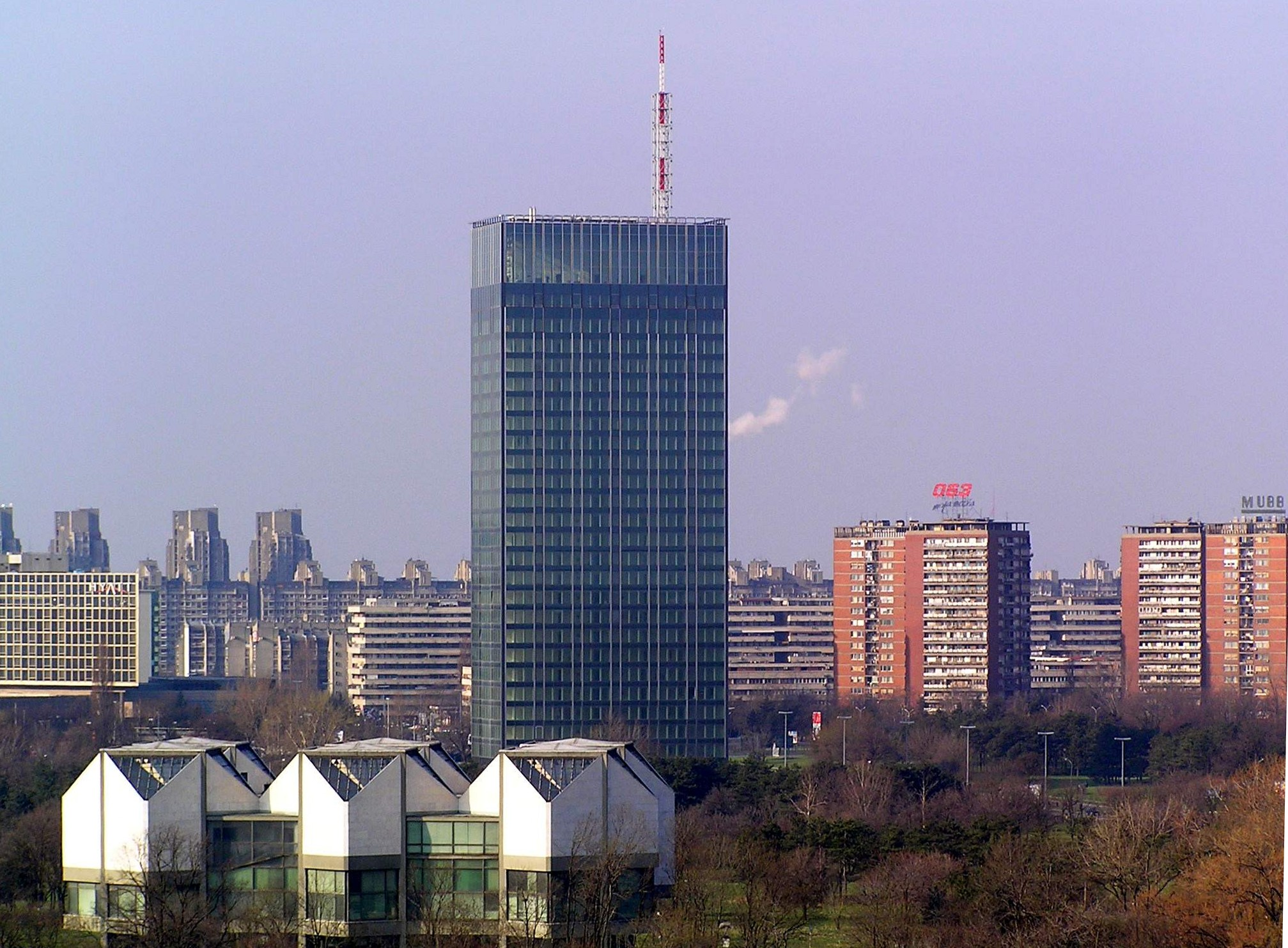
Torre Ušće em 2005

A Torre Ušće foi construída em 1964 como sede do Comitê Central da Liga dos Comunistas da Iugoslávia. O edifício original tinha 105 metros de altura. Ainda hoje muitas pessoas ainda o chamam de “CK”, que é a sigla para Centralni Komitet (Comitê Central). Durante os "anos dourados" da Iugoslávia, as luzes foram deixadas parcialmente acesas durante a noite para soletrar "TITO", em homenagem ao presidente Josip Broz Tito.
Em 1979, a Torre tornou-se alvo de Nikola Kavaja, que sequestrou o voo 293 da American Airlines com a intenção de lançar o avião contra o edifício.
Durante o colapso da Iugoslávia na década de 1990, o Partido Socialista da Sérvia ocupou os primeiros dez andares do edifício. O partido alugou muitos dos andares para empresas nacionais. No entanto, eles mantiveram 9 níveis como escritórios de seu partido. O gabinete de Josip Broz Tito foi esvaziado.
Mais tarde, na década de 1990, três estações de televisão sérvias ocuparam alguns dos níveis do edifício: RTV BK Telecom, RTV Pink e TV Košava.
MPC Holding, uma holding de Petar Matić, comprou o edifício em 2002.

### Bombardeio da OTAN

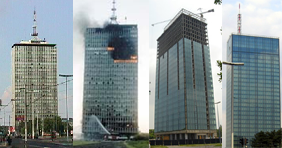
CK - Bombardeio da OTAN - reconstrução - Torre Ušće

Em 21 de abril de 1999, ataques aéreos da OTAN atingiram o edifício, incendiando os andares superiores, e poucos dias depois a OTAN repetiu o ataque. Vários mísseis de cruzeiro Tomahawk foram disparados contra o prédio. Apesar dos graves danos, o edifício não desabou e permaneceu estruturalmente intacto. Não houve relatos de mortes ou feridos no ataque, pois o prédio estava desocupado no momento.

### Reconstrução
As obras de reconstrução do edifício começaram no início de 2003 e foram realizadas pela European Construction. A reconstrução foi concluída em 2005 e a inauguração oficial ocorreu em julho daquele ano. Dois andares adicionais foram adicionados – salas de conferências estão localizadas no dia 24 e um restaurante no dia 25. O projeto multimilionário tem 25 andares (acima do solo), totalizando cerca de 25.000 m² de escritórios. Um mirante, área de fitness e café estão localizados no último andar do edifício. O mirante está atualmente fechado ao público, embora haja planos para abri-lo no futuro.
A fachada foi redesenhada e agora é totalmente em vidro.
O Addiko Bank está agora alugando os primeiros quatro andares do edifício e tornou-se o inquilino âncora. Este banco também possui uma luz publicitária na cobertura do prédio.

## Torre II
A cidade de Belgrado anunciou um concurso de projeto arquitetônico em fevereiro de 2003 para o Bloco 16, uma seção de Nova Belgrado onde a torre está localizada. O projeto vencedor foi do arquiteto Branislav Redžić, que imaginou um centro urbano multifuncional que consistiria em duas torres e um shopping center. A Torre I foi reconstruída, foi construído um shopping center, embora muito maior do que o projetado por Redžić, mas a Torre II permaneceu no papel e um estacionamento temporário foi construído em seu lugar.
Depois de anos anunciando, a MPC Properties, outra empresa de Matić, revelou em janeiro de 2018 que a construção da nova torre, ao lado da antiga, terá início em fevereiro. As características da nova torre incluem altura de 22 andares e 103,9m e uma área total de 28.000 m² de um espaço comercial classe A. Está prevista a instalação de um restaurante no piso superior e um café e um banco no piso térreo. A empresa de arquitetura Chapman Taylor foi contratada para fazer o projeto, assim como a MPC contratou Chapman Taylor para fazer os interiores e partes da fachada do shopping Ušće. Haverá garagem subterrânea em dois níveis, com área total igual à área útil total do edifício. A pedra fundamental foi lançada em 27 de fevereiro de 2018. A construção do arranha-céu custou 65 milhões de euros.
Da área total, 23.200 m² serão usado para fins comerciais. O edifício foi inaugurado oficialmente em 11 de junho de 2020.

## Centro de negócios de Ušće
O Ušće Mall foi inaugurado em abril de 2009. O shopping tem uma área de 130.000 m² em 6 níveis, dos quais 50.000 m² é um espaço comercial, com 150 lojas, restaurantes e cafés. O shopping também conta com cinema multiplex com 11 salas, pista de boliche e cassino. Os níveis subterrâneos albergam um hipermercado com 4.000 m² e dois níveis de estacionamento.
Na época da inauguração, Ušće era o maior shopping de Belgrado em área útil e o mais visitado. Em tamanho, embora não em número de visitantes, foi superado pelo Galerija Shopping Mall, na orla marítima de Belgrado, em outubro de 2020. Em julho de 2022, uma grande recriação visual foi anunciada. Projetada pela empresa holandesa "TT Design", a renovação de um ano e meio custará 17 milhões de euros, embora as datas exatas ainda sejam desconhecidas. A reforma será realizada em fases e o shopping nunca será totalmente fechado. Tanto o interior como a fachada serão mais transparentes, para permitir mais luz natural, enquanto o conjunto de lojas e restaurantes será permitido no piso térreo exterior do edifício, no planalto que circunda o edifício, por se encontrar vazio no momento.

## Galeria

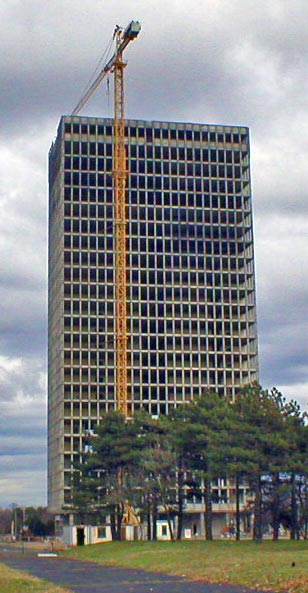
Reconstrução
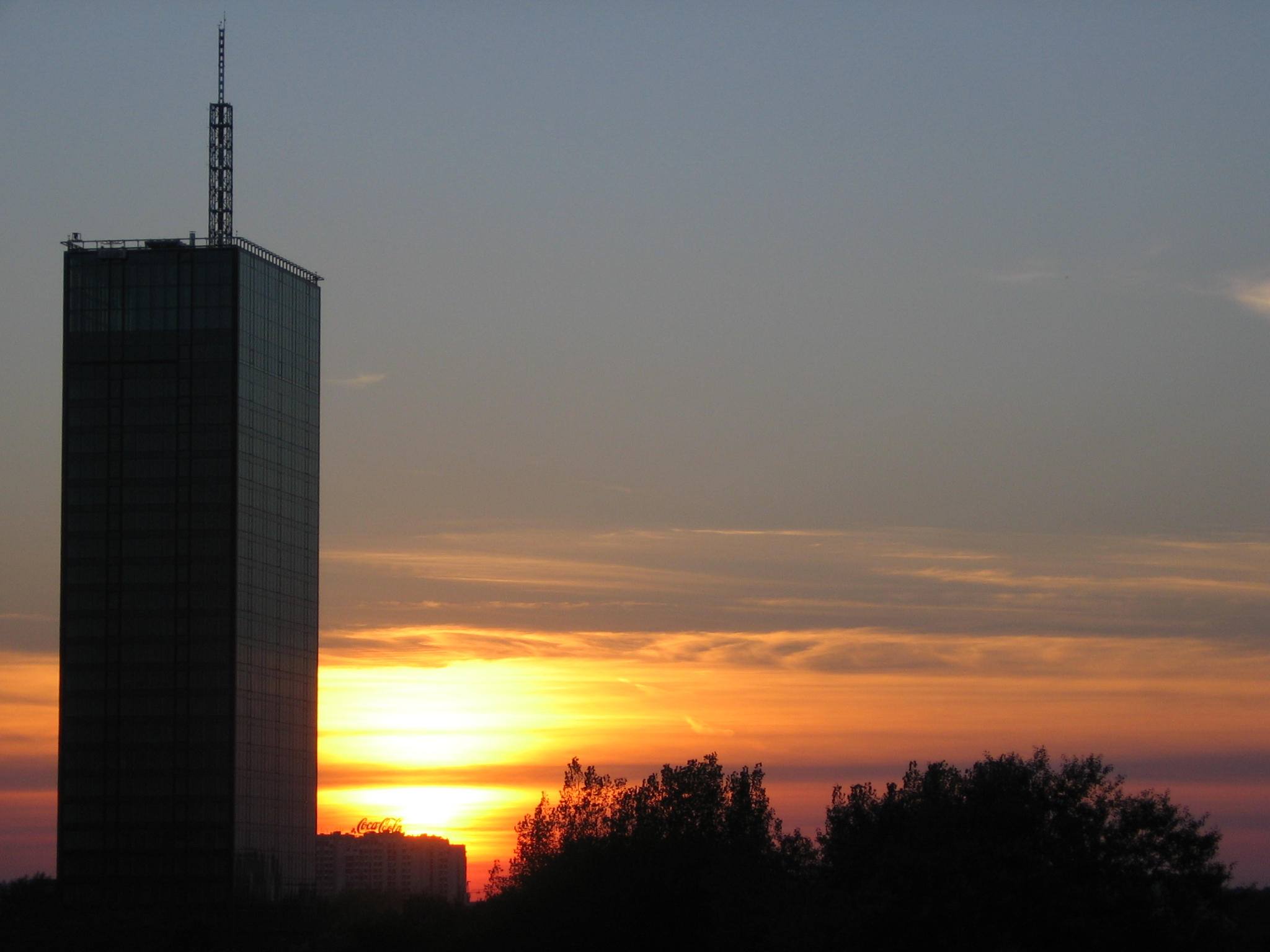
Vista da Torre Ušće ao pôr do sol
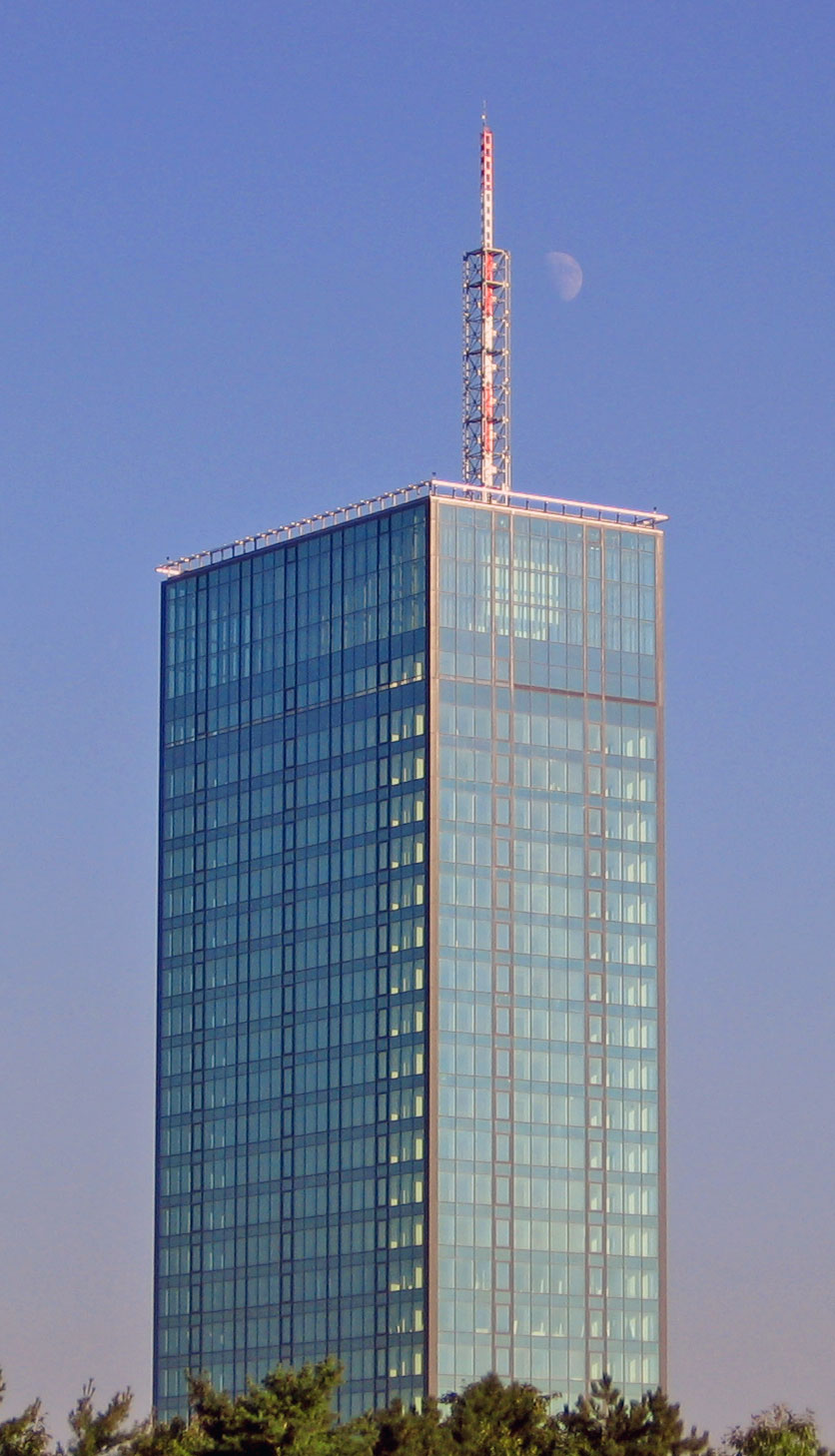
Uma vista da Torre Ušće durante o dia
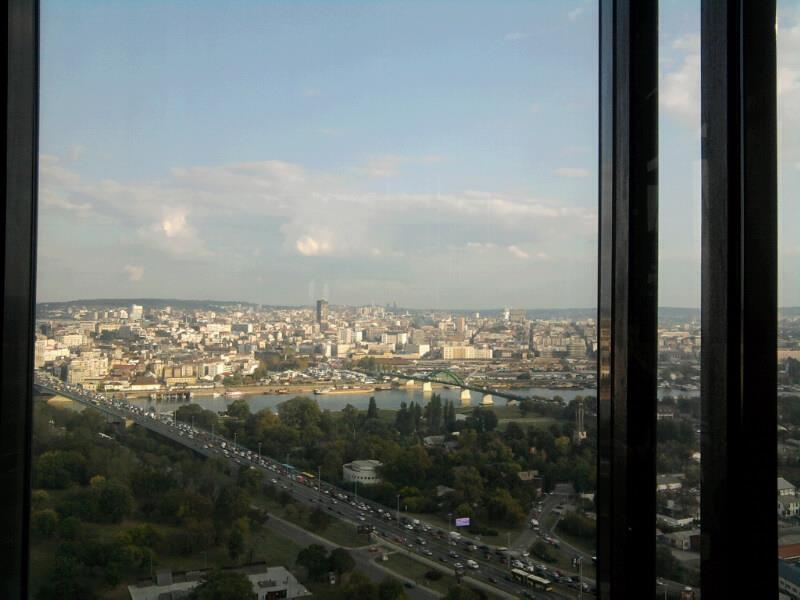
Vista de um escritório na Torre Ušće

1. 1 2  «Lepša i modernija nego ikad» (em sérvio). Danas. Arquivado do original em 25 de julho de 2011
2. ↑  «Ponovo otvoreno "Ušće"» (em sérvio). B92. 2 de julho de 2005. Consultado em 14 Ago 2013
3. ↑  «Prodata Palata Ušće: Overavanje CK» (em sérvio). Vreme. 29 de novembro de 2001
4. ↑  «Prodata Palata Ušće: Overavanje CK» (em sérvio). Vreme. 29 de novembro de 2001
5. ↑  Daliborka Mučibabić (31 de janeiro de 2018). «Kamen temeljac za drugu kulu "Ušća"» [Foundation stone for the second "Ušće" tower]. Politika (em sérvio). p. 17
6. ↑  Službena (zlo)upotreba, deo prvi (em sérvio), B92, consultado em 11 de fevereiro de 2014, cópia arquivada em 22 de fevereiro de 2014
7. ↑  BLIZNAKINJE, Kurir
8. ↑  Daliborka Mučibabić (31 de janeiro de 2018). «Kamen temeljac za drugu kulu "Ušća"» [Foundation stone for the second "Ušće" tower]. Politika (em sérvio). p. 17
9. ↑  Daliborka Mučibabić (31 de janeiro de 2018). «Kamen temeljac za drugu kulu "Ušća"» [Foundation stone for the second "Ušće" tower]. Politika (em sérvio). p. 17
10. ↑  Daliborka Mučibabić (28 Fev 2018). «Druga kula "Ušća" - još jedan poslovni centar» [Second "Ušće" tower - another business center]. Politika (em sérvio). p. 19
11. ↑  J.N.C. (12 de junho de 2020).  Отворена пословна зграда "Ушће два" [Business building "Ušće Two" was opened]. Politika (em sérvio). p. 16
12. ↑  «Otvoren šoping centar "Ušće"» (em sérvio). RTS. 31 de março de 2009. Consultado em 14 Ago 2013
13. ↑  Daliborka Mučibabić (18 de julho de 2022). «Za novi izgled "Ušća" 17 miliona evra» [Seventeen million euros for the new look of „Ušće” 17]. Politika (em sérvio). p. 13